# Mornand-en-Forez
Mornand-en-Forez település Franciaországban, Loire megyében. Lakosainak száma 426 fő (2022. január 1.). Mornand-en-Forez Chalain-le-Comtal, Chambéon, Magneux-Haute-Rive, Montverdun, Poncins, Saint-Paul-d’Uzore és Savigneux községekkel határos.

## Népesség
A település népességének változása:
| Lakosok száma | 343  | 284  | 300  | 398  | 405  | 395  | 407  | 413  | 411  | 426  |
|               | 1968 | 1982 | 1990 | 2006 | 2013 | 2015 | 2017 | 2019 | 2020 | 2022 |